# Ipomoea microsepala
Ipomoea microsepala är en vindeväxtart som beskrevs av George Bentham. Ipomoea microsepala ingår i släktet praktvindor, och familjen vindeväxter. Inga underarter finns listade i Catalogue of Life.